# Кукитя
Кукитя (яп. 茎茶 кукитя, «чай из стеблей») — японский зелёный чай из молодых стеблей чая сортов сэнтя или гёкуро.
Чай состоит из стеблей и веточек, оставшихся после сортировки листьев. Также называется ботя (яп. 棒茶) и сираорэ (яп. 白折). Кукитя, приготовленный из стеблей гёкуро, часто называют кариганэ (яп. 雁ヶ音 «дикий гусь»). Освежающий аромат и сладковатый вкус чая отличаются от большинства листовых зелёных чаёв. Содержание кофеина в кукитя невысоко.
Этот чай пьют некоторые приверженцы макробиотики.